# Formobstbau
Der Formobstbau ist eine Art des Obstbaues, bei der die Äste der Bäume durch gezielte Schnitt- und Bindemaßnahmen in eine bestimmte Wuchsform geleitet werden. Häufig wird dazu ein Spalier verwendet.

## Geschichte des Formobstbaus

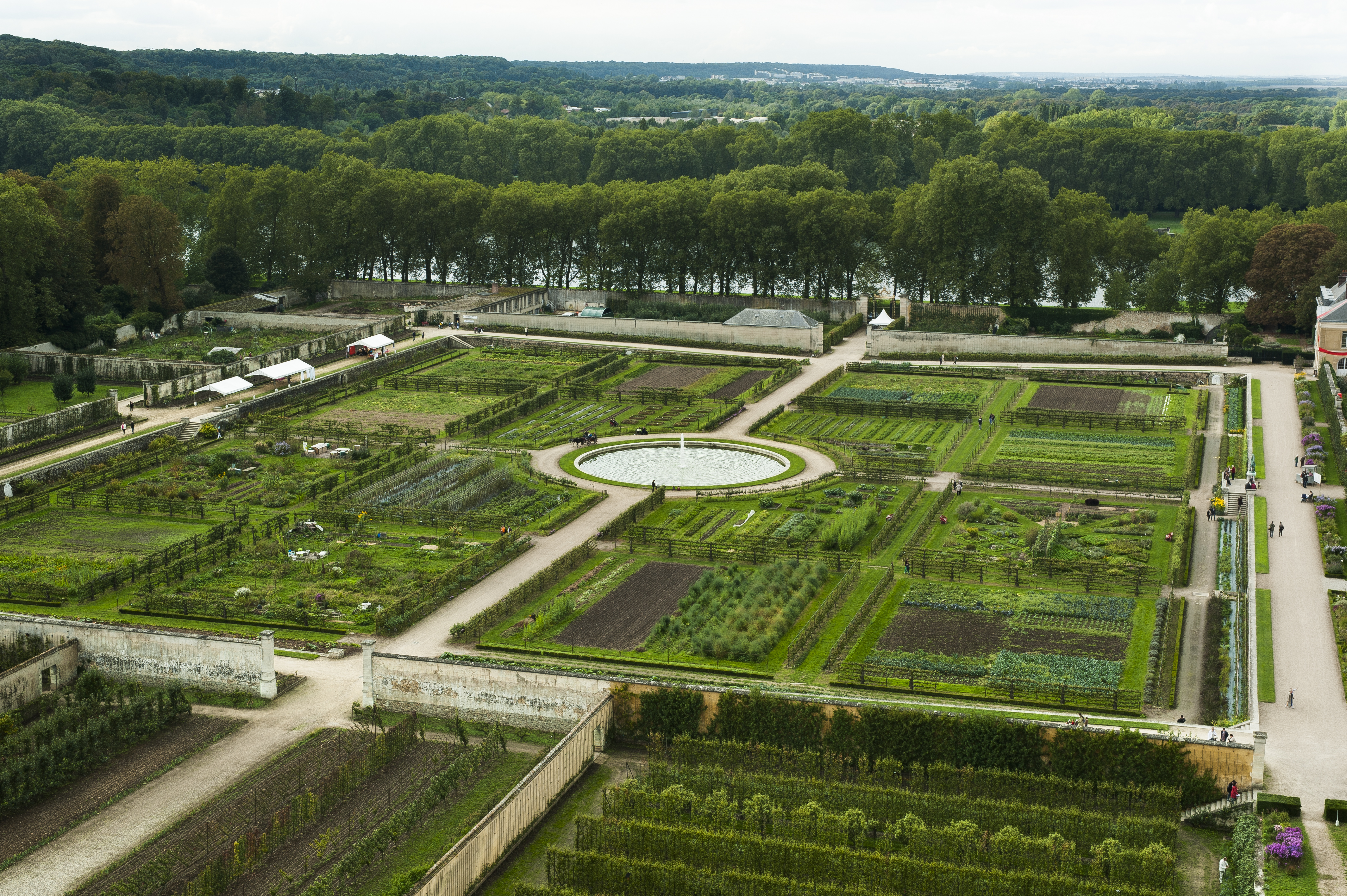
Formobstbäume als Beetumrandungen im Potager du roi beim Schloss von Versailles

Seine Anfänge hat der Formobstbau in Frankreich, wo er schon im 17. Jahrhundert verbreitet war. Die erste Erwähnung in der französischen gartenbaulichen Literatur findet sich bei Boyceau de la Barauderie. Von Frankreich aus verbreitet sich der Formobstbau zunächst nach Belgien, in das Großherzogtum Luxemburg und nach Elsaß-Lothringen.
Beeindruckt von den umfangreichen Obstanlagen im Potager du roi, dem königlichen Küchengarten bei Schloß Versailles, die zwischen 1678 und 1683 vom Hofgärtner Jean-Baptiste de La Quintinie angelegt worden waren, versuchten im 18. Jahrhundert zahlreiche deutsche Adelige, diesem Vorbild nachzueifern und ließen Hofgärtner in Frankreich in der Technik des Formobstbaus ausbilden. Die Kulturversuche in Deutschland scheiterten meist, da es nicht gelang, die Obstkultur an die deutschen Klimaverhältnisse anzupassen.

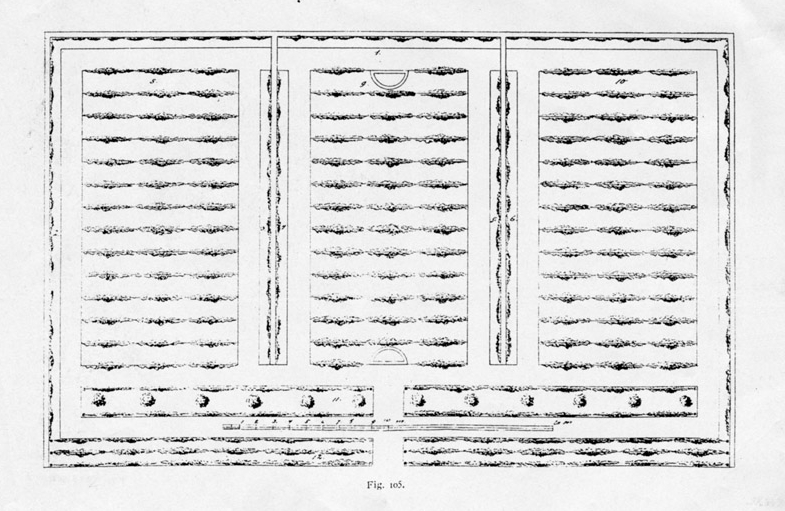
Plan der Lepersche Quartiere am Weinberg am Klausberg bei Potsdam

Der französische Gärtner und Obstzüchter Alexis Lepere legte in den Jahren 1862–1864 zusammen mit seinem Sohn Alexis Lepere dem Jüngeren für König Wilhelm I. im Hofgarten Babelsberg sowie auf dem Königlichen Weinberg am Klausberg in Sanssouci einen Spalier-Garten, die sogenannten Lepère’schen Quartiere an. Lepere hatte in seiner Baumschule in Montreuil für die Pfirsich-Kultur die nach ihm benannten Lepère’schen Mauern entwickelt, welche er bereits in Versailles, Basedow und Arendsee (Brandenburg) für den Pfirsichanbau erprobt hatte.
Die nach Süden ausgerichteten Anlagen ermöglichten eine verfrühte und länger andauernde Vegetationszeit für Pfirsiche, Äpfel, Birnen und Kirschen. Trotzdem scheiterte der Plan, den Hof ganzjährig mit Obst aus dem eigenen Anbau zu versorgen auch hier am deutschen Klima.
Nach dem Deutsch-Französischen Krieg förderte Nicolas Gaucher den Formobstbau in Deutschland. Der französische Gärtner, der in Frankreich unter anderem bei Du Breil gelernt hatte, war 1869 als Baumschulgehilfe nach Stuttgart gekommen und gründete 1872 eine eigene Obstbaumschule. Gaucher veröffentlichte mehrere Bücher zum Thema Obstbau, in denen er auch die Technik des Formobstbaus behandelte. Er legte im ganzen Land Spaliergärten an und gilt als Begründer des Formobstbaues in Deutschland. Durch die Übersetzung seiner Bücher ins Russische hatte er auch erheblichen Einfluss auf den Obstbau in Russland.
Zur erfolgreichen Verbreitung des Formobstbaus in Deutschland trugen auch wesentlich die Pomologischen Institute und Lehranstalten in Reutlingen, Proskau, Wildpark bei Potsdam, Geisenheim, Augustenberg, Heldwigsberg und Kassel bei, die Musteranlagen unterhielten und ihre Schüler in der entsprechenden Schnitttechnik ausbildeten. Zudem waren zahlreiche deutsche Baumschulen mittlerweile in der Lage, selber Spalierbäume zu ziehen, während die Bäume zuvor fast ausschließlich aus Frankreich und Belgien importiert worden waren.
Die Erziehung der Formobstbäume erfordert praktische und theoretische Kenntnisse im Obstbaumschnitt und zeitaufwendige, regelmäßige Schnitt- und Pflegemaßnahmen. Deshalb fand der Formobstbau nur wenig Verbreitung in der obsterzeugenden ländlichen Bevölkerung und wurde hauptsächlich auf herrschaftlichen und großbürgerlichen Gütern und Gartenanlagen angewandt. Insgesamt wurde im Obstbau weniger geforscht und die wenigeren neuen Erkenntnisse wurden langsamer umgesetzt, als im sonstigen Landbau. Als Gründe dafür gelten die schwierigere Rationalisierung und Mechanisierung des Obstbaus und der schwierigere Transport der Ware aufgrund der schnelleren Verderblichkeit.
Erst zu Beginn des 20. Jahrhunderts änderte sich dies und die alten Erkenntnisse des Formobstbaus wurden angepasst um eine rationelle Bewirtschaftung des Obstbestands zu forcieren. Die aus dem Formobstbau kommende Erkenntnis der besseren Bewirtschaftung der Bäume durch schwachwüchsigere, kürzere Stammgrundlagen wurde während der NS-Zeit zur Erreichung der Selbstversorgung weiter gefördert.

## Ziele des Formobstbaus

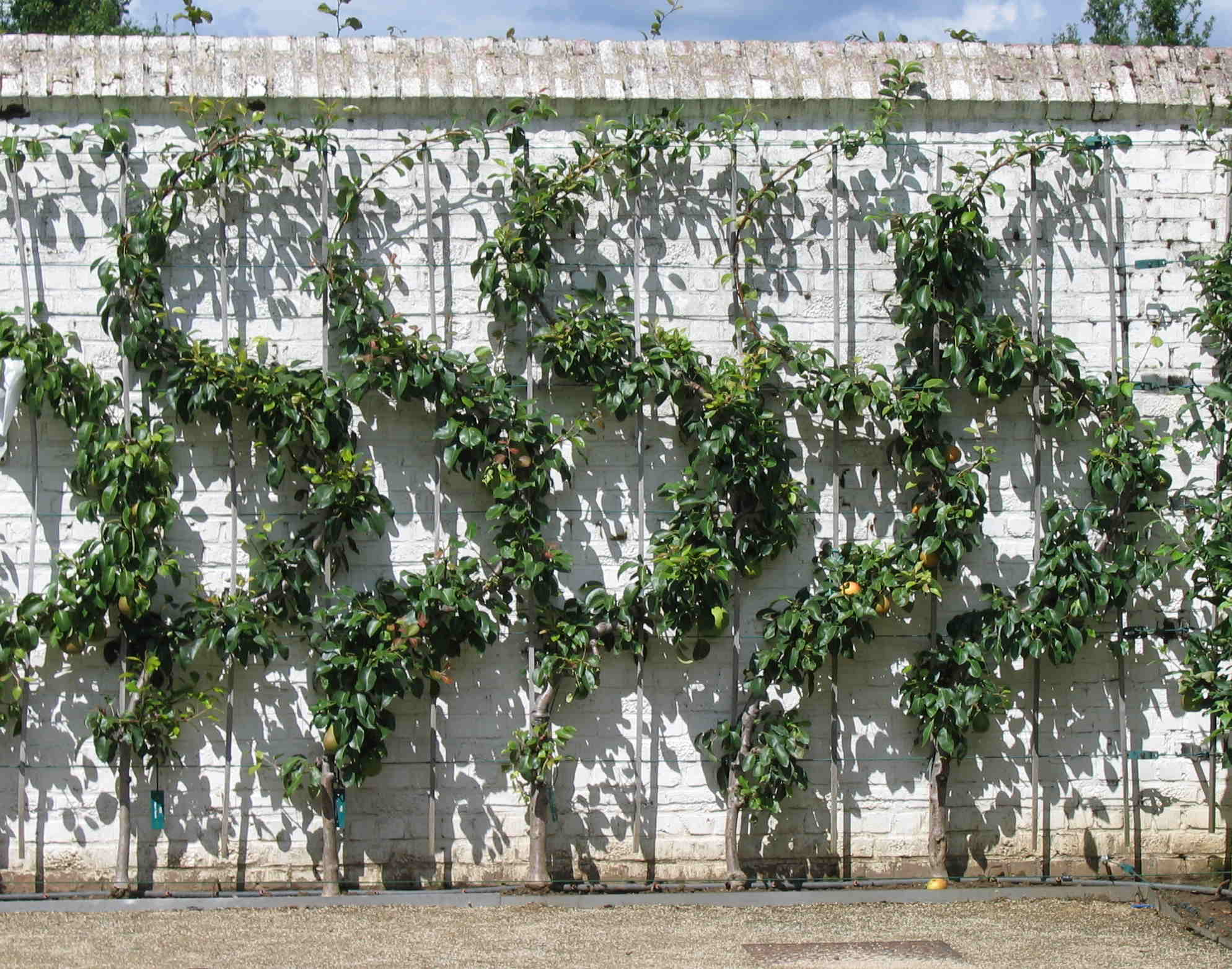
Formobst an einer Mauer

Mit dem Formobstbau wird das Ziel verfolgt, Obst auf kleinem Raum anbauen zu können. Die Äste der Obstbäume werden dazu gezielt in bestimmte Wuchsformen geleitet, um den vorhandenen Platz, z. B. an einer Mauer, möglichst effektiv auszunutzen. Gleichzeitig wird durch eine waagerechte Aststellung die Blütenbildung induziert, wodurch der Ertrag bei Formobstbäumen früh einsetzt.
Formobstbäume werden oft an Mauern gezogen. Diese speichern Wärme, die sie langsam  wieder abgeben und schützen gleichzeitig vor kaltem Wind und Luftzug, wodurch ein für die Obstbäume günstiges Mikroklima entsteht. Dies ermöglicht es, auch empfindliche und klimatisch anspruchsvolle, wärmebedürftige Obstarten und -sorten mit längerer Kulturzeit zu kultivieren. Verbreitet war der Formobstbau deshalb vor allem beim Anbau von Birnen, Reben, Pfirsichen und Aprikosen, heute auch im Kiwianbau. Ziel ist nicht eine hohe Anzahl von Früchten pro Baum, sondern die Ernte von qualitativ hochwertigem und gut ausgereiftem Obst.
Die kleinwüchsigen Formobstbäume wurden auch häufig in Pflanzgefäßen kultiviert. Exotische Obstarten konnten so ganzjährig oder während der Winterzeit in Orangerien untergebracht werden.
Im Formobstbau werden häufig auch Mehrsortenbäume kultiviert. Die einzelnen Leitäste werden dabei mit Edelreisern verschiedener Sorten veredelt, wodurch es möglich ist, auf einer kleinen Anbaufläche mehrere Sorten einer Obstart gleichzeitig zu kultivieren und zu ernten.
Vor allem in den herrschaftlichen und großbürgerlichen Gartenanlagen wurden die Formobstbäumen auch wegen des dekorativen Wertes der Wuchsform, der Blüte und des Fruchtbehanges kultiviert und als gartengestalterisches Element eingesetzt. Heute werden Formobstbäume häufig in Haus- und Kleingärten kultiviert, da hier nur ein begrenztes Platzangebot zur Verfügung steht.

## Schnitt- und Kulturmaßnahmen

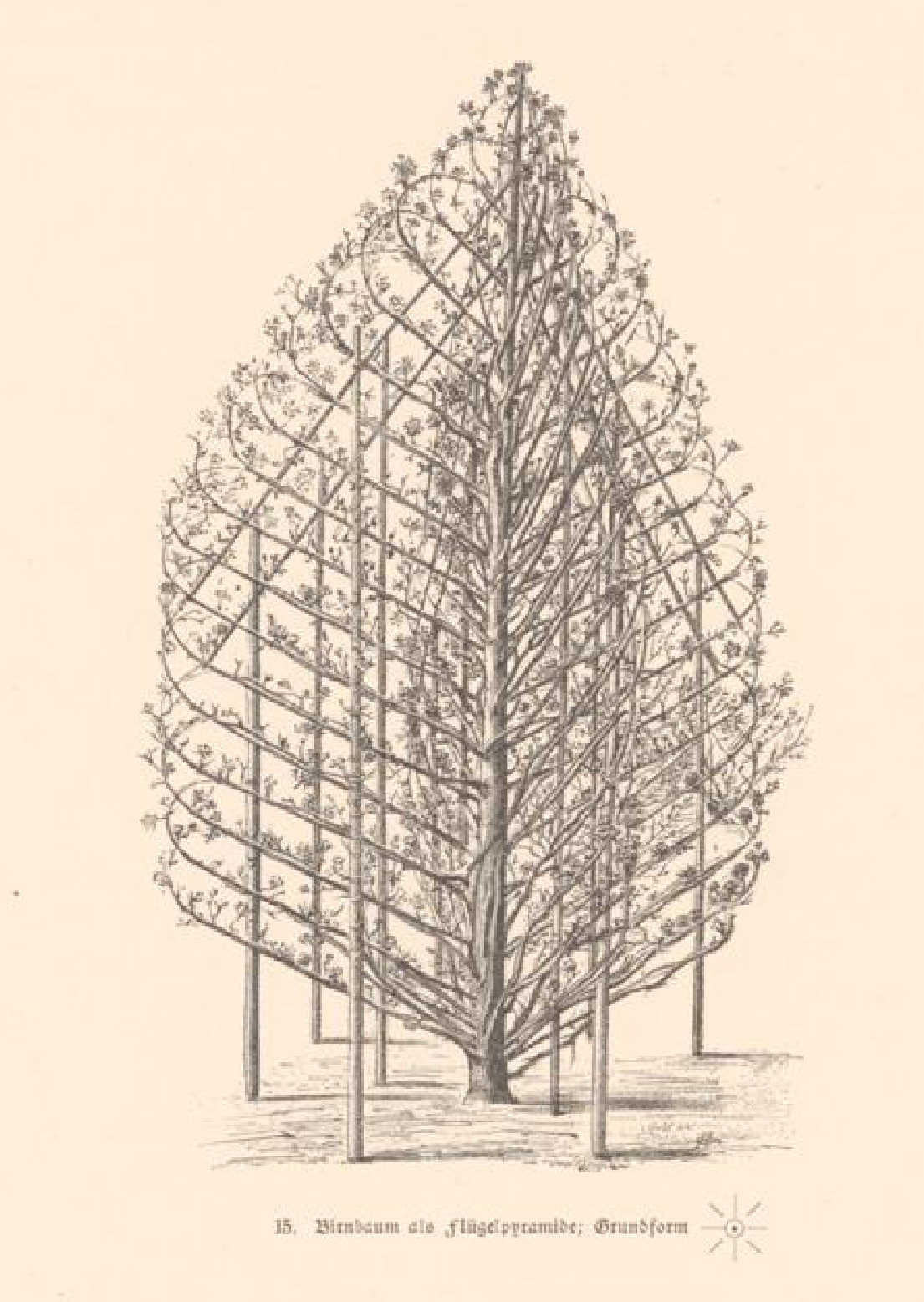
Birnbaum zu einer dreidimensionalen Flügelpyramide geformt

Im Formobstbau werden meist schwach wachsende Unterlagen verwendet, um die Wüchsigkeit der Bäume zu begrenzen und einen frühen Ertragseintritt zu erzielen. Sollen größere Flächen, z. B. eine ganze Hauswand, bewachsen werden, werden aber auch starkwachsende Unterlagen eingesetzt.
Die Leitäste der Baume werden durch Schnitt- und Bindemaßnahmen in die gewünschte Richtung geleitet. Zum Binden der jungen Äste werden Spaliere, Gerüste, Drahtrahmen oder sogenannte Palissierstäbe verwendet, die die jungen und noch elastischen Zweige in der gewünschten Wuchsrichtung halten. Der Baumschnitt erfolgt dabei meist im Sommer, was triebberuhigend und ertragsfördernd wirken soll. Ziel der Schnittmaßnahmen ist es, den Baum zur Bildung von kurzem Fruchtholz anzuregen und durch die Stellung der Äste eine gute Besonnung der Früchte zu gewährleisten.
Eine spezielle Kulturmaßnahme im Formobstbau ist das Pinzieren, wobei die Spitze der noch krautigen Triebe entfernt wird. Dadurch werden die einzelnen Zweige im Gleichgewicht gehalten, indem die behandelten Triebe in ihrem Längenwachstum gebremst werden. Die Pflanze wird zur vermehrten Bildung von Blütenknospen aus Holzaugen angeregt.
Vor allem im 19. Jahrhundert wurden kunstvolle Baumformen entwickelt. Formobstbäume können als senkrechte Schnurbäume, als Spindeln, als ein- oder zweiarmige Kordons (mit waagerecht wachsender Stammverlängerung) oder in U-Form (z. B. um einen Fensterausschnitt an einer Mauer) erzogen werden. Bei den Palmettenwuchsformen werden waagerechte oder schräg stehende Leitäste abwechselnd nach rechts und links geleitet. Neben diesen zweidimensionalen gibt es auch dreidimensionale Wuchsformen wie den Kesselbaum oder die Flügelpyramide.

## Beispiele

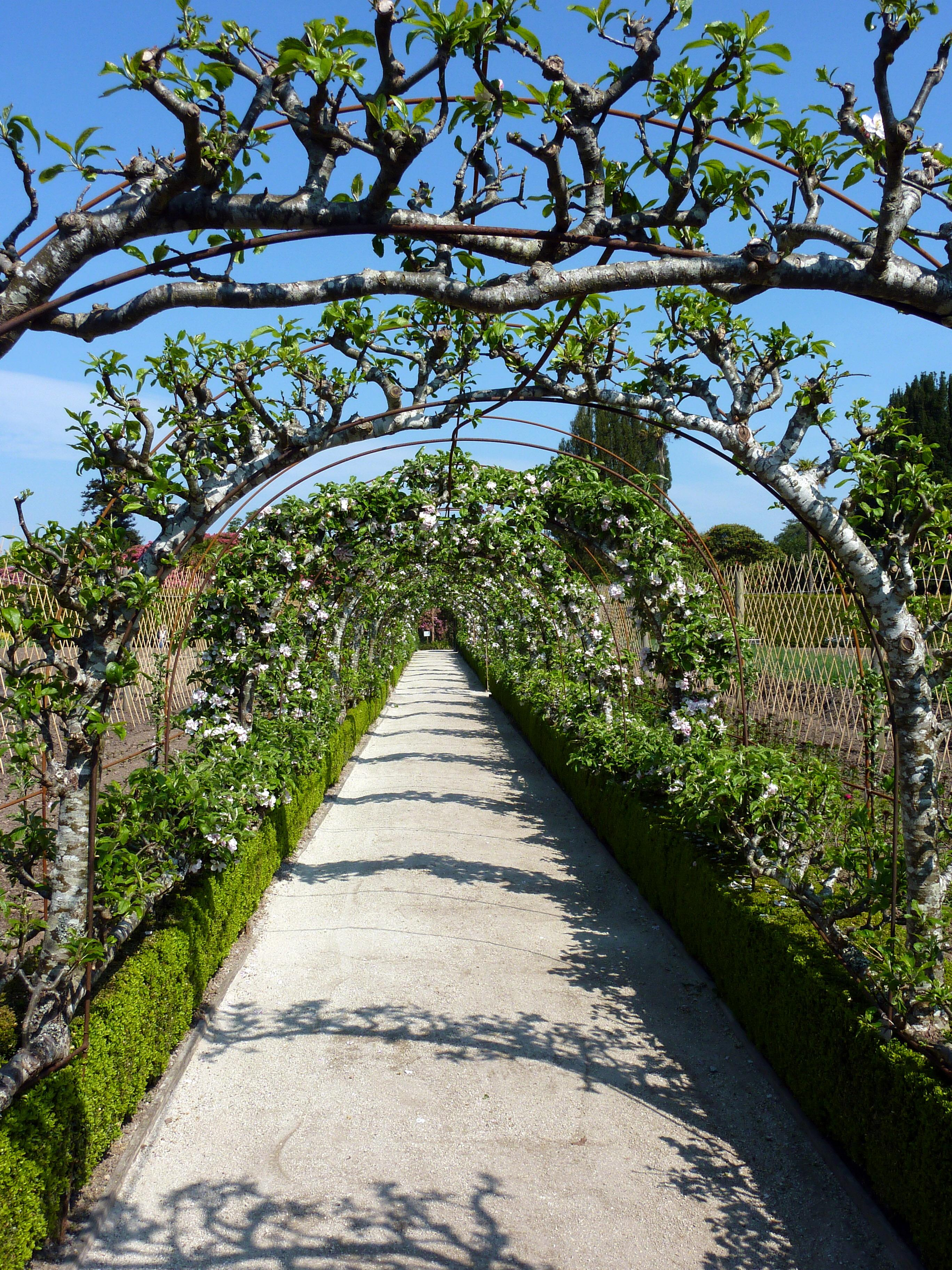
Bögen über einem Weg aus Apfelbäumen
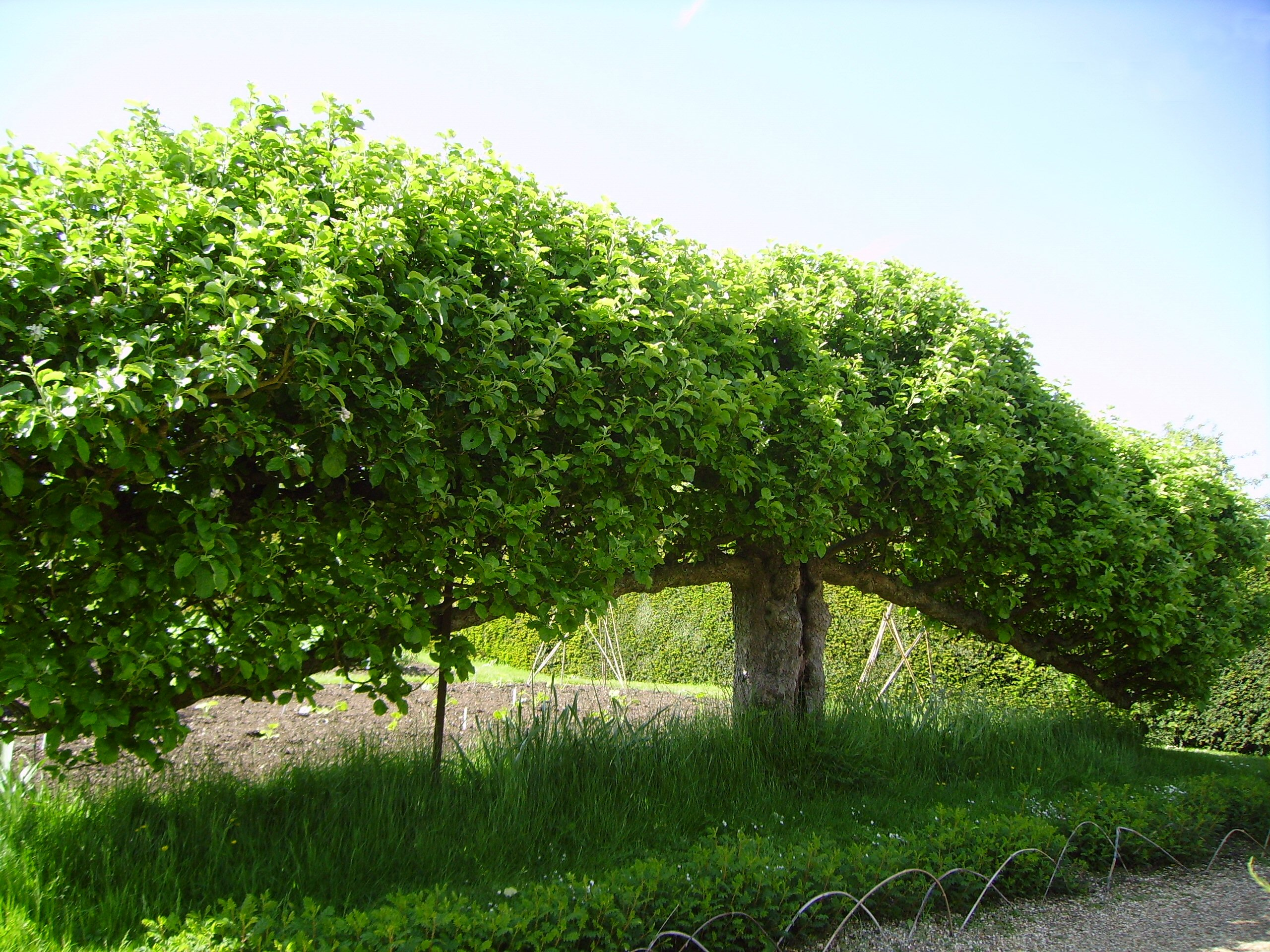
Baum bei Essex
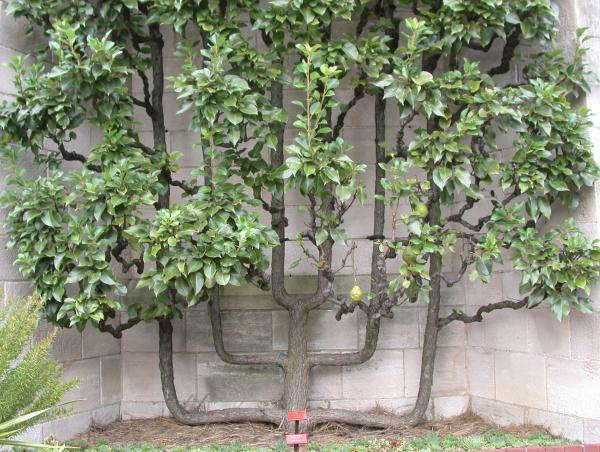
Kunstvoller Baum in Manhattan
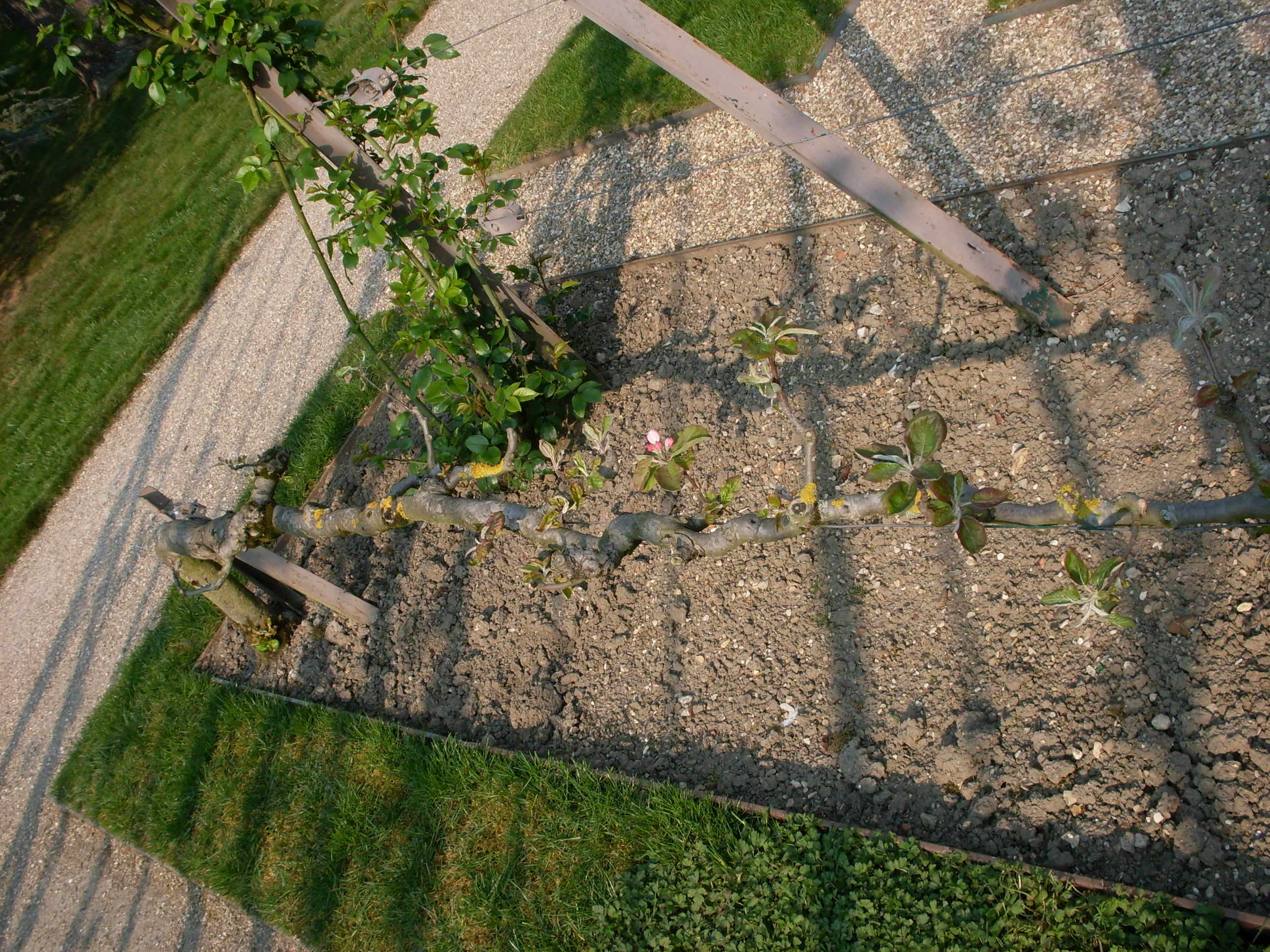
Waagerecht geformter Baum in Frankreich
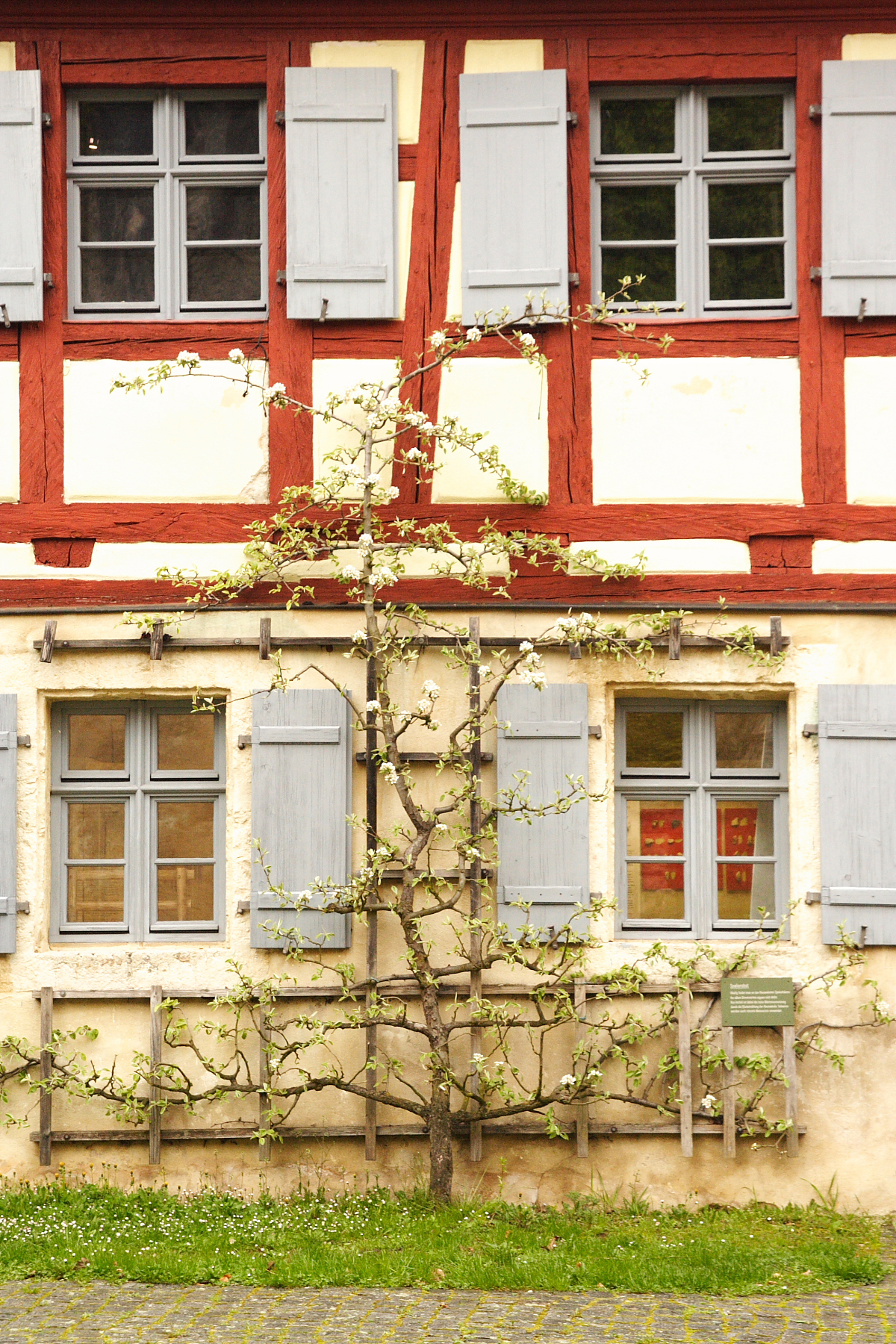
Obstbaum an einer Hauswand in Deutschland